# 8140 Гардерсен
8140 Гардерсен (8140 Hardersen, 1981 EO15, 1974 SM4, 1979 YG5) — астероїд головного поясу, відкритий 1 березня 1981 року.
Тіссеранів параметр щодо Юпітера — 3,340.